# Gibonni

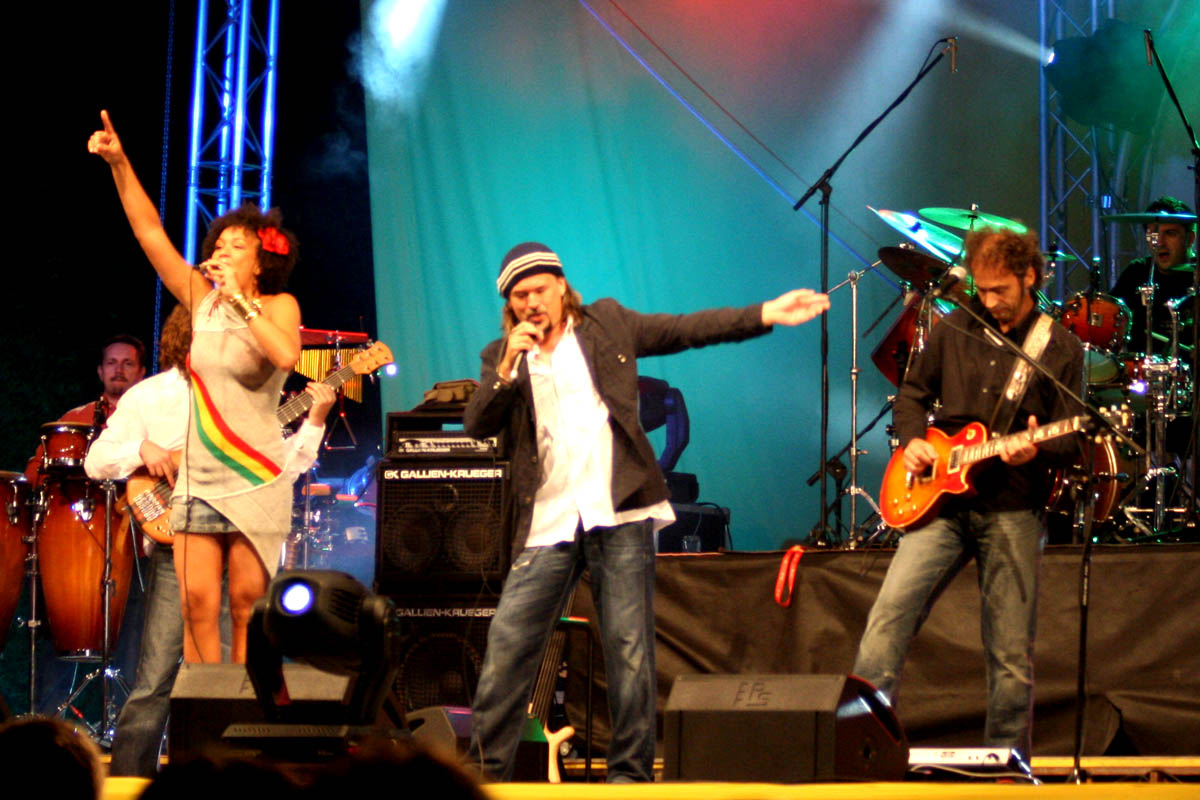
Gibonni uppträder i Varaždin, Kroatien, tillsammans med Maja Azucen och Marijan Brkić Brk.

Zlatan Stipišić Gibonni, född 13 augusti 1968 i Split, är en kroatisk sångare, musiker och kompositör från Split. Zlatan började sin karriär 1980 med heavy metal-bandet Osmi putnik. Tio år senare inledde han sin solokarriär. Han är för närvarande en av de mest populära och inflytelserika musikerna i forna Jugoslavien, känd för sin medverkan i bandet Divlje Jagode. 2003 blev han Unicef-ambassadör.